# هلو خان اردلان
هَلو خان اردلان (به کردی: ھەڵۆ خانی ئەردەڵان) یکی از نامدارترین و قدرتمندترین والیان حکومت اردلان بود. مدت حکمرانی او از ١٥٩٠ تا ١٦١٦ بوده است.

## سیاست
یکی از مراکز حکومتی هلو خان قلعه مریوان بود. وی قلعه مریوان را بازسازی کرده و مسجد سور (سرخ) را در آنجا بنا نهاد. ملا ابوبکر مصنف چوری به عنوان مدرس و پیشنماز در این مسجد کار می کرده است. از وی بیتی در وصف این مسجد باقی مانده که به این شکل است:

مسجدعالی هلو خانی

حیفش این است که میشود فانی
هلو خان بسیار به نظم سپاهیان خود اهمیت می داد و سعی میکرد که مستقل از دو دولت عثمانی و صفوی بر کردستان حکومت کند، اما پس از پیوند زناشویی پسرش با دربار صفوی در زمان شاه عباس اول (کبیر) حکومت اردلان ها تا حدودی به صفویان نزدیک شد.وی ارتش قزلباش را شکست داد.